# Зоммерах
Зоммерах (нім. Sommerach) — громада в Німеччині, розташована в землі Баварія. Підпорядковується адміністративному округу Нижня Франконія. Входить до складу району Кітцинген. Складова частина об'єднання громад Фольках.
Площа — 5,67 км2. Населення становить 1415 ос. (станом на 31 грудня 2020).